# Crimen de la Cabeza
Crimen de la Cabeza, acaecido en Castro Urdiales en febrero de 2019. Con esta denominación se conoce el caso de la desaparición, muerte y descuartizamiento de Jesús Maria Baranda cuya cabeza se guardaba en una caja. Dicha caja fue entregada por la principal sospechosa a una vecina tras los primeros controles policiales. La vecina no abrió la caja hasta meses después, y al hacerlo, descubrió el macabro contenido.

## Desarrollo
El empleado de banca fue dado por desaparecido en febrero de 2019. Su compañera sentimental, la gaditana Carmen Merino, detenida como principal sospechosa del homicidio, estuvo ocultando durante meses su desaparición, alegando que se había ido de viaje, mientras seguía cobrando su pensión y tenía acceso a sus cuentas bancarias.
En el mes de febrero la mujer llamó a su empleada de limpieza y le entregó varias bolsas grandes de basura para que se deshiciese de ellas; bolsas que por su tamaño y peso probablemente contenían el cuerpo descuartizado.
En marzo y ante la ausencia de noticias, un primo hermano de la víctima decidió denunciar su desaparición a la policía, realizándose las primeras pesquisas. Fue entonces cuando la sospechosa se deshizo de la caja que contenía la cabeza, y que dejó a su vecina para que se la guardase porque contenía “juguetes sexuales”.
La vecina, que desconocía el contenido, guardó la caja durante varios meses hasta que esta empezó a oler mal. Al abrirla el 28 de septiembre, encontró la cabeza semi quemada de la víctima, y comunicó el macabro hallazgo a la policía.
La cabeza se encuentra en el Instituto de Medicina Legal de Santander donde está siendo estudiada para saber la fecha del fallecimiento y sus causas. Entre tanto se están buscando sus restos mortales en el vertedero de Meruelo.